# Iowaklasse
De Iowaklasse is een klasse van in totaal vier slagschepen van de United States Navy, die in de Tweede Wereldoorlog in dienst gesteld zijn. Het waren de snelste slagschepen ooit en ze behoorden tot de laatste die actief waren, hoewel de HMS Vanguard later in dienst is gekomen. Vier van de zes te bouwen schepen werden voltooid. Ze namen deel aan de Tweede Wereldoorlog in de Stille Oceaan, de Koreaanse Oorlog, de Vietnamoorlog en, na een modernisering, de Golfoorlog van 1990-1991. Na een aantal keer te zijn toegevoegd aan de reservevloot, zijn de schepen in 2006 definitief uit het actuele scheepsregister geschrapt.

## Geschiedenis

### Planning en bouw

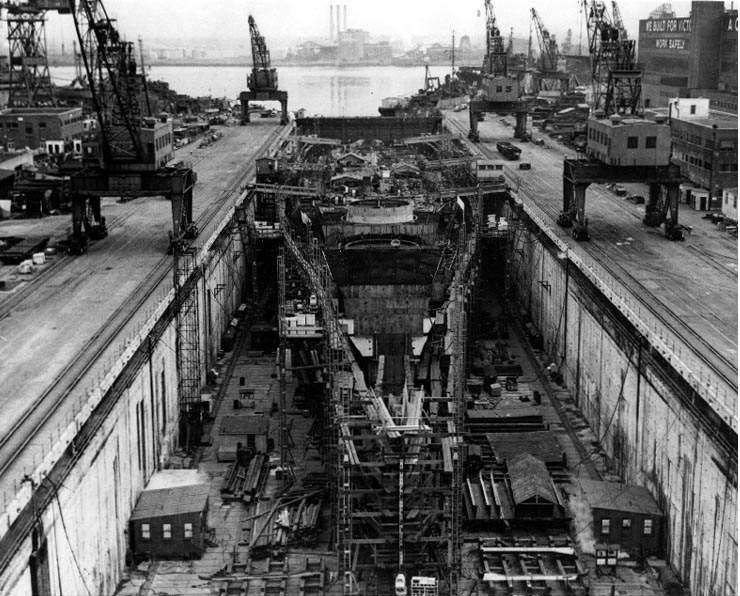
USS Kentucky tijdens de bouw in februari 1946

Omdat de Amerikaanse marine snelle schepen met krachtig geschut nodig had om haar vliegdekschepen te escorteren, werd begin 1938 begonnen met de planning van de Iowaklasse; dit type werd bekend als fast battleship of snel slagschip. De tijdens het Vlootverdrag van Washington in 1922 en het Verdrag van Londen (1930) afgesproken tonnagelimiet van 45.000 ton werd enkel op papier aangehouden en de klasse kon dan ook zonder praktische beperkingen wat betreft waterverplaatsing of bewapening ontwikkeld worden; de uiteindelijke tonnage kwam uit op meer dan 57.000 ton.
De Iowaklasse werd gebouwd op de leest van haar voorganger, de South Dakota-klasse, waarvan een studie uitwees dat de daarvan afkomstige romp een snelheid van 33 knopen zou moeten kunnen halen. Verder zou de nieuwe Iowaklasse dezelfde hoofdbewapening krijgen als de South Dakota's: het Mark-II-geschut voor een kaliber van 16 inch (406 millimeter) 45 diameters lang. Om zich toch met het geschut van de Japanse Yamato-klasse te kunnen meten, werden de net ontwikkelde Mark-VII's met kaliberlengte 50 geïnstalleerd, zodat zwaardere granaten met hetzelfde kaliber verschoten konden worden. Omdat anders de beoogde snelheid niet behaald kon worden, werd de bepantsering niet aangepast op de zwaardere Yamato-klasse. Er werd in 1939 afgesproken om de eerste drie schepen zoals gepland zo snel mogelijk te bouwen en de laatste drie schepen een extra Mark-VII-toren te geven, waardoor die dus trager zouden worden. Dit voornemen werd eind 1939 al opgegeven, omdat er een grotere behoefte was aan snelle slagschepen dan aan slagschepen met nog zwaardere bewapening. De schepen mochten van het Amerikaans Congres 125 miljoen dollar per schip kosten en de financiering hiervoor kwam uit de begrotingen van 1940 en 1941. De uiteindelijke kosten lagen iets onder deze grens.
De schepen van de Iowaklasse werden op drie verschillende werven gebouwd: de Iowa en New Jersey op de New York Naval Shipyard in Brooklyn, de Missouri, de Wisconsin en de Illinois op de Philadelphia Naval Shipyard in Philadelphia en de Kentucky op de Norfolk Naval Shipyard in Portsmouth (Virginia). De laatste twee schepen, Illinois en Kentucky, werden nooit afgebouwd en uiteindelijk ontmanteld. Tussen kiellegging en tewaterlating lag bij de vier afgebouwde schepen twee tot drie jaar, waarna ze nog vijf maanden aan de afbouwsteiger lagen alvorens in dienst gesteld te worden.

### Eenheden

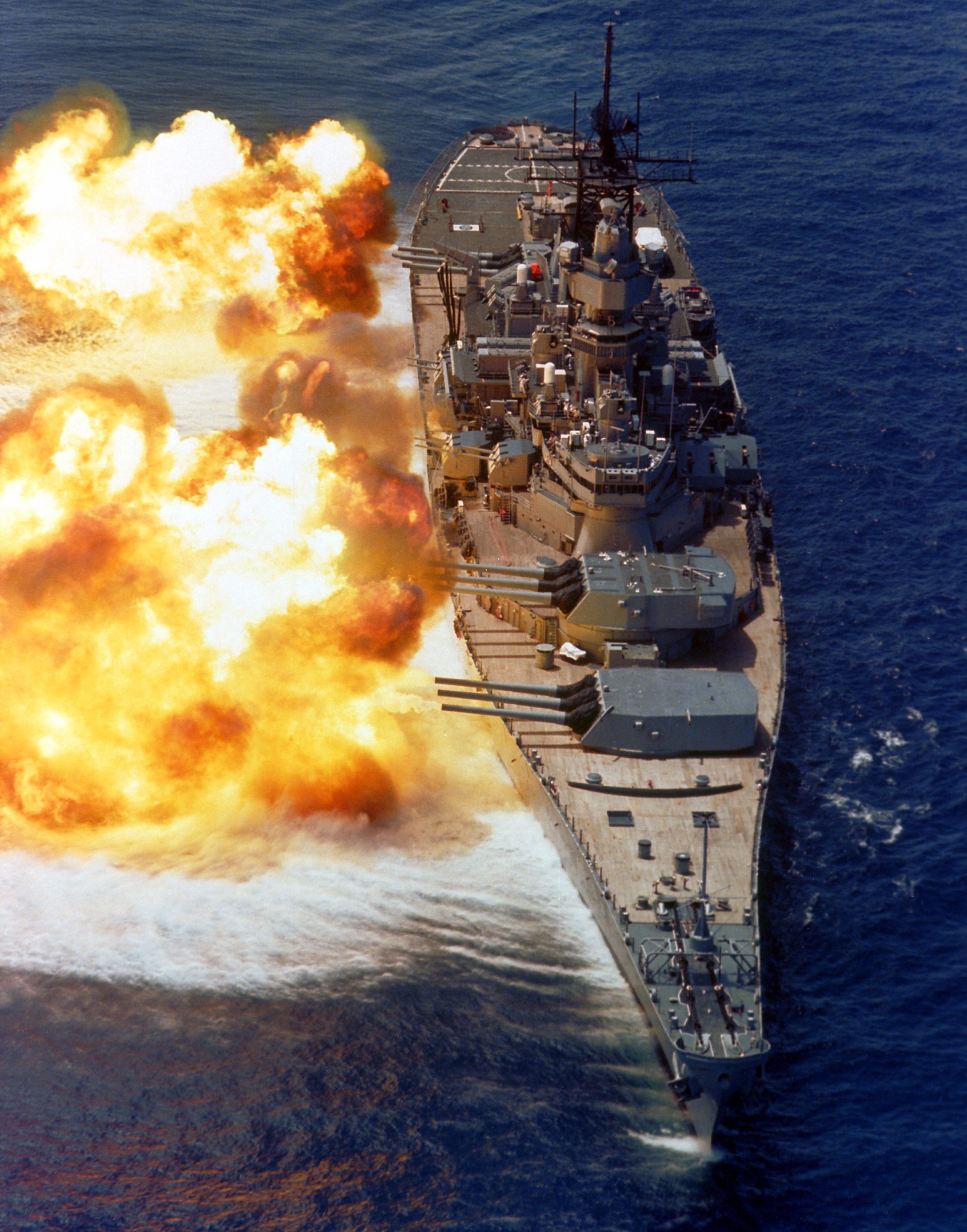
USS Iowa tijdens een demonstratie in 1984

Alle geplande slagschepen werden, naar Amerikaanse traditie, vernoemd naar Amerikaanse staten. De afgebouwde eenheden dienden tijdens de Tweede Wereldoorlog, de Koreaanse Oorlog, de Vietnamoorlog (één schip) en de Golfoorlog van 1990-1991 (twee). Door de hoge bedrijfskosten (vooral door het aantal benodigde personeelsleden, maar ook door de conservering van de raketten) werden de schepen in vredestijd steeds toegevoegd aan de reservevloot.

#### USS Iowa (BB-61)
USS Iowa (BB-61) was het eerste schip uit de naar haar vernoemde klasse. Op 27 juni 1940 werd haar kiel gelegd en op 22 februari 1943 werd ze in dienst gesteld. Ze diende in de Tweede Wereldoorlog op de Stille Oceaan, waar ze onder andere deelnam aan de Slag in de Filipijnenzee. Na korte tijd behoord te hebben tot de reservevloot, werd ze in de Koreaanse Oorlog weer in dienst gesteld om kustbeschietingen uit te voeren. Van 1958 tot 1984 behoorde ze wederom tot de reservevloot, waarna ze in het kader van president Reagans 600-schip-marine weer werd toegevoegd aan de operationele vloot. Tot haar volgende uitdienststelling in 1990 diende ze voor Nicaragua en in de Perzische Golf. In 1995 werd ze uit het scheepsregister geschrapt, om korte tijd later toch weer opgenomen te worden in de reservevloot, waar ze tot 2006 toe behoorde. Tegenwoordig ligt ze in de haven van Los Angeles, waar ze als museumschip te bezoeken is. USS Iowa was tussen 1943 en 1990 18 jaar en 11 maanden in actieve dienst.

#### USS New Jersey (BB-62)
Op 16 september 1940 werd de kiel gelegd van USS New Jersey (BB-62) en op 23 mei 1943 werd ze in dienst gesteld. In de Tweede Wereldoorlog nam ze onder andere deel aan de beschieting van Saipan en beschermde ze vliegdekschepen voor Okinawa. Na korte tijd in de reservevloot beschoot de New Jersey in 1951 de kust van Wŏnsan en andere Noord-Koreaanse steden, waarna ze in 1957 wederom buiten dienst gesteld werd. Als enige schip van de Iowaklasse diende de New Jersey in de Vietnamoorlog, waar ze 6200 granaten verschoot met haar hoofdgeschut. Van 1969 tot 1982 bracht ze wederom door in de reservevloot, om daarna dienst te doen in de Libanese Burgeroorlog, waar ze Syrische commandoposten in de Bekavallei onder vuur nam. Na meerdere operaties werd ze in 1991 buiten dienst gesteld en in 1995 uit het scheepsregister geschrapt. Nu ligt de New Jersey in Camden (New Jersey), waar ze bezichtigd kan worden. USS New Jersey bracht 21 jaar en vijf maanden in actieve dienst door, het langst van de vier schepen uit de Iowaklasse.

#### USS Missouri (BB-63)
De kiel van USS Missouri (BB-63) werd op 6 januari 1941 gelegd en op 11 juni 1944 werd het schip in dienst gesteld. In de Tweede Wereldoorlog nam ze onder andere deel aan de landing op Iwo Jima en beschoot ze vlak voor het einde van de oorlog industriegebieden in Hichiti, Japan. Op 2 september 1945 werd aan boord van de Missouri in het bijzijn van admiraal Chester Nimitz en General of the Army Douglas MacArthur door Mamoru Shigemitsu de Japanse capitulatie ondertekend. Vanaf 1950 nam de Missouri deel aan beschietingen van de Koreaanse kust, waarna ze in 1955 buiten dienst gesteld werd. In 1986 werd ze weer in actieve dienst genomen en in 1991 diende ze in Operatie Desert Storm, waar ze naast het normale geschut ook kruisvluchtwapens lanceerde. In 1992 werd ze buiten dienst gesteld en in 1995 uit het scheepsregister geschrapt. Vandaag de dag is ze een museumschip in Pearl Harbor, Hawaï. USS Missouri diende in totaal 16 jaar en vier maanden.

#### USS Wisconsin (BB-64)
Van USS Wisconsin (BB-64) werd op 25 januari 1941 de kiel gelegd en ze werd op 16 april 1943 in dienst gesteld. Gedurende de Tweede Wereldoorlog diende ze bij Iwo Jima en de Japanse hoofdeilanden. De eerste uitdienststelling volgde in 1948, maar in 1951 werd ze weer in actieve dienst genomen om deel te nemen aan de Koreaanse Oorlog. Van 1958 tot 1988 bracht ze weer bij de reservevloot door, waarna ze in 1991 deelnam aan de Golfoorlog. Naast het normale geschut lanceerde ze daar 24 kruisvluchtwapens op Irak. Na haar uitdienststelling in 1991 werd ze in 1995 uit het scheepsregister geschrapt, maar hier in 1998 weer in opgenomen. Tot 2006 behoorde ze tot de reservevloot en ligt ze in het Nauticus National Maritime Center in Norfolk (Virginia). USS Wisconsin bracht 13 jaar en elf maanden in actieve dienst door.

#### USS Illinois (BB-65) en USS Kentucky (BB-66)
USS Illinois (BB-65) en USS Kentucky (BB-66) zouden eigenlijk als Montana en Ohio de eerste twee schepen van de nog te bouwen Montana-klasse worden, die uiteindelijk uit vijf schepen zou bestaan. Doordat de Tweede Wereldoorlog uitbrak, werden ze echter als Iowaklasse gebouwd om tijd te besparen bij de bouw.
Zodoende werd de kiel van de Illinois op 15 januari 1945 gelegd, maar de bouw werd al op 12 augustus van datzelfde jaar gestopt. Op dat moment was de bouw voor 22% gereed. De romp werd in 1948 verkocht voor de sloop. Nadat de kiel van de Kentucky op 6 december 1944 gelegd was, werd de bouw op 17 februari 1947 stilgelegd toen het schip al voor bijna driekwart af was. Het schip lag tot 1950 in het droogdok, daarna aan de pier van Newport News. Toen bleek dat de marine geen verdere plannen met het schip had, werd het in 1958 verkocht aan de Boston Metals Company, die het sloopte.

### Ombouwplannen na de Tweede Wereldoorlog
Al na de eerste uitdienststelling na de Tweede Wereldoorlog werden ombouwplannen gemaakt voor de vier afgebouwde schepen, maar in het bijzonder voor de nog niet afgebouwde Kentucky. Ook na de Vietnamoorlog zijn omvangrijke plannen gemaakt, die bij uitvoering de inzet van de schepen sterk veranderd zouden hebben.

#### Als lanceerplatform
Er zijn tweemaal concrete plannen geweest om het hoofdgeschut te vervangen voor ballistische raketten. Beide plannen zijn nooit uitgevoerd, voornamelijk door de hoge kosten die een dergelijk grondige verbouwing met zich meebrengt in vergelijking met de nieuwbouw van een schip. Bovendien zouden de schepen, om intercontinentale raketten nauwkeurig te kunnen lanceren, erg gestabiliseerd moeten worden in de lengterichting.

##### 1956
Vanaf 1956 werden twee concepten bekeken: ofwel de ombouw naar een luchtverdedigingsschip, ofwel naar een geleidewapenkruiser. Voor het eerste concept zouden de geschuttorens van 406 mm moeten worden vervangen door twee- of vierlingtorens met lopen van 203 mm kaliber, die aangedreven luchtafweergranaten met een vuursnelheid van zeven schoten per minuut.
De ombouw naar een kruiser zou aanzienlijk verder gaan. Hiervoor ontwierp de US Navy in 1956 twee alternatieven: het eerste alternatief voorzag een verwijdering van alle kanonnen om plaats te maken voor zestien intercontinentale raketten van het type Polaris, waarvoor een lanceerinrichting zou moeten komen waar enkele schoorstenen voor moesten wijken. De defensieve middelen zouden daarnaast voornamelijk bestaan uit luchtdoelraketten: in de langsscheepse richting in totaal twaalf dubbele lanceerbuizen voor middellangeafstandsraketten van het type RIM-24 Tartar en op de boeg en de hek twee dubbele lanceerbuizen voor RIM-8 Talos-langeafstandsraketten. In dit alternatief, dat 280 miljoen dollar per schip zou kosten (naar de huidige maatstaven ongeveer één miljard dollar), zou enkel de romp in zijn oorspronkelijke staat gebleven zijn.
Het tweede alternatief, dat 130 miljoen dollar per schip zou kosten, schrapte delen van de aandrijving van de raketten, waardoor twaalf Polaris-FK-raketten in de romp ondergebracht zouden kunnen worden. Voor de luchtverdediging zou het schip moeten vertrouwen op vier Tartar- en twee Talos-lanceerbuizen en vier nieuwe kanonnen van 76 mm.

##### 1958
Toen in 1958 de Kentucky afgestoten was, waren er ombouwplannen voor de resterende vier schepen. In het eerste alternatief zouden de voorste kanonnen worden behouden, maar zou de achterste geschuttoren door Talos-raketten worden vervangen. Midscheeps zouden zestien ballistische Polaris-raketten worden geïnstalleerd.
In het tweede alternatief zou het grootste geschut helemaal verdwijnen om plaats te maken voor twee geschuttorens van 127 mm en twee Tartar- en twee Talos-systemen. Bovendien zou midscheeps een RUR-5 ASROC voor onderzeebootbestrijding worden geplaatst. De hoofdbewapening zou bestaan uit zestien Polaris-raketten. De prijs zou rond de 193 miljoen dollar liggen.

#### Als vliegdekschip
In 1962 waren er plannen om de schepen om te bouwen tot een combinatie van een helikoptercarrier en een amfibisch transportschip om zodoende mee te kunnen doen aan amfibische oorlogvoering. Hiervoor zouden een landingsplatform en een hangar worden ingericht, alsmede davits om landingsvaartuigen te water te kunnen laten. Aan boord zou plaats zijn voor 1800 mariniers, die onder dekking van de beide geschuttorens van 406 mm landingen zouden kunnen uitvoeren.
In de jaren 80 waren er enkele ontwerpen om de slagschepen om te bouwen tot kleine vliegdekschepen. In dit tot Phase II gedoopte plan zou het dek iets verhoogd worden, waardoor een start- en landingsbaan van 90 tot 100 meter zou ontstaan. Zowel links als rechts van de achterste schoorsteen zou een kleine schans gebouwd worden, waarmee in totaal ongeveer twaalf Harriers zouden kunnen starten. Direct achter de achterste schoorsteen zou bovendien een vertical launching system gebouwd worden. Andere tekeningen wezen op een schuin vliegdek, zoals ook de Nimitz-klasse deze heeft. Minister voor Marine John Lehman zei hier op 10 april 1984 over: " ...we krijgen ze (van het Congres - aanname door de auteur) .. alle vier... ", waarmee hij doelde op Phase II. De marine verwierp het plan echter enkele dagen later.

### Modernisering in de jaren 80

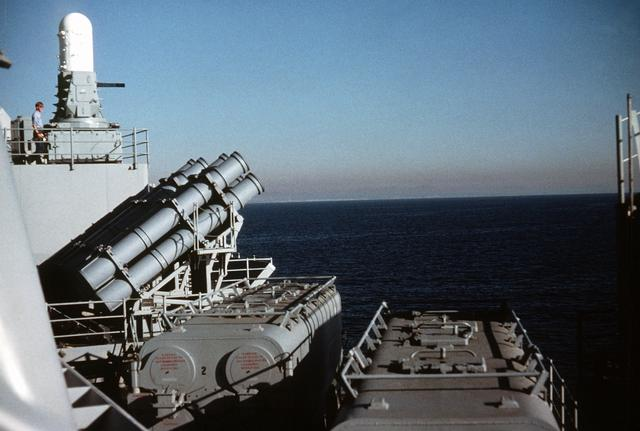
De nieuwe wapens (van links naar rechts): CIWS, Harpoon, Tomahawk

In het begin van de jaren 80 werden de vier schepen van de Iowaklasse uit de reservevloot weer in actieve dienst gesteld, als reactie op de ontwikkeling van de Kirov-klasse van de Sovjet-Unie. Ook in de door president Reagan gestarte 600-schepen-marine werd de Iowaklasse als krachtigste en goedkoopste antwoord op de Kirov-klasse gezien. Al met al kostte de modernisering van de vier Iowaschepen 1,7 miljard dollar.
In het kader van deze modernisering werd het luchtafweergeschut verwijderd en vervangen door raketsystemen tegen land- en oppervlaktedoelen. Deze reductie van luchtverdedigingscapaciteit werd opgevangen door de installatie van RIM-7 Sea Sparrow-raketten, maar doordat de hierbij behorende radar niet schokbestendig kon worden gelagerd zou het beschadigen bij schoten van het hoofdkanon. Daardoor bleef de Iowaklasse na de modernisering weerloos tegen luchtdoelen; het close-in weapon system was feitelijk de enige luchtafweer.
Naast deze wapentechnische veranderingen, werd een moderne doelaanwijzingsradar voor raketten aangebracht op een stellage aan de voorste schoorsteen, terwijl de mast op de achterste schoorsteen werd verwijderd. Het dek werd na de modernisering opener door de verwijdering van veel kleinere wapens.
Dat deze moderniseringen de slagkracht van de schepen ten goede kwam en ze hierdoor beter toereikend waren tegen hun (Sovjet)vijanden, blijkt uit een citaat uit een rede van Sergej Gorsjkov, de bevelhebber van de marine van de Sovjet-Unie, die hij hield bij de United States Surface Fire Support Association (een organisatie die zich tot doel had gesteld geschut op schepen te behouden) in 1985. Nadat hij een NAVO-oefening met USS Iowa had bezocht zei hij:
„You Americans do not realize what formidable warships you have in these four battleships. We have concluded after careful analysis that these magnificent vessels are in fact the most to be feared in your entire naval arsenal. When engaged in combat we could throw everything we have at those ships and all our firepower would just bounce off or be of little effect. Then we are exhausted, we will detect you coming over the horizon and then you will sink us.“
Nederlandse vertaling:
Jullie Amerikanen beseffen niet wat voor een formidabele oorlogsbodems jullie met deze vier slagschepen in handen hebben. We zijn na zorgvuldige analyse tot de conclusie gekomen dat van jullie hele arsenaal deze magnifieke schepen de meeste angst inboezemen. Eenmaal in gevecht zouden we alles wat we hebben tegen jullie schepen kunnen inzetten, maar onze vuurkracht zou gewoon afkaatsen of nauwelijks effect hebben. Als we dan uitgeput zouden zijn, zien we jullie aan de horizon aankomen en dan brengen jullie ons tot zinken.

### Laatste jaren

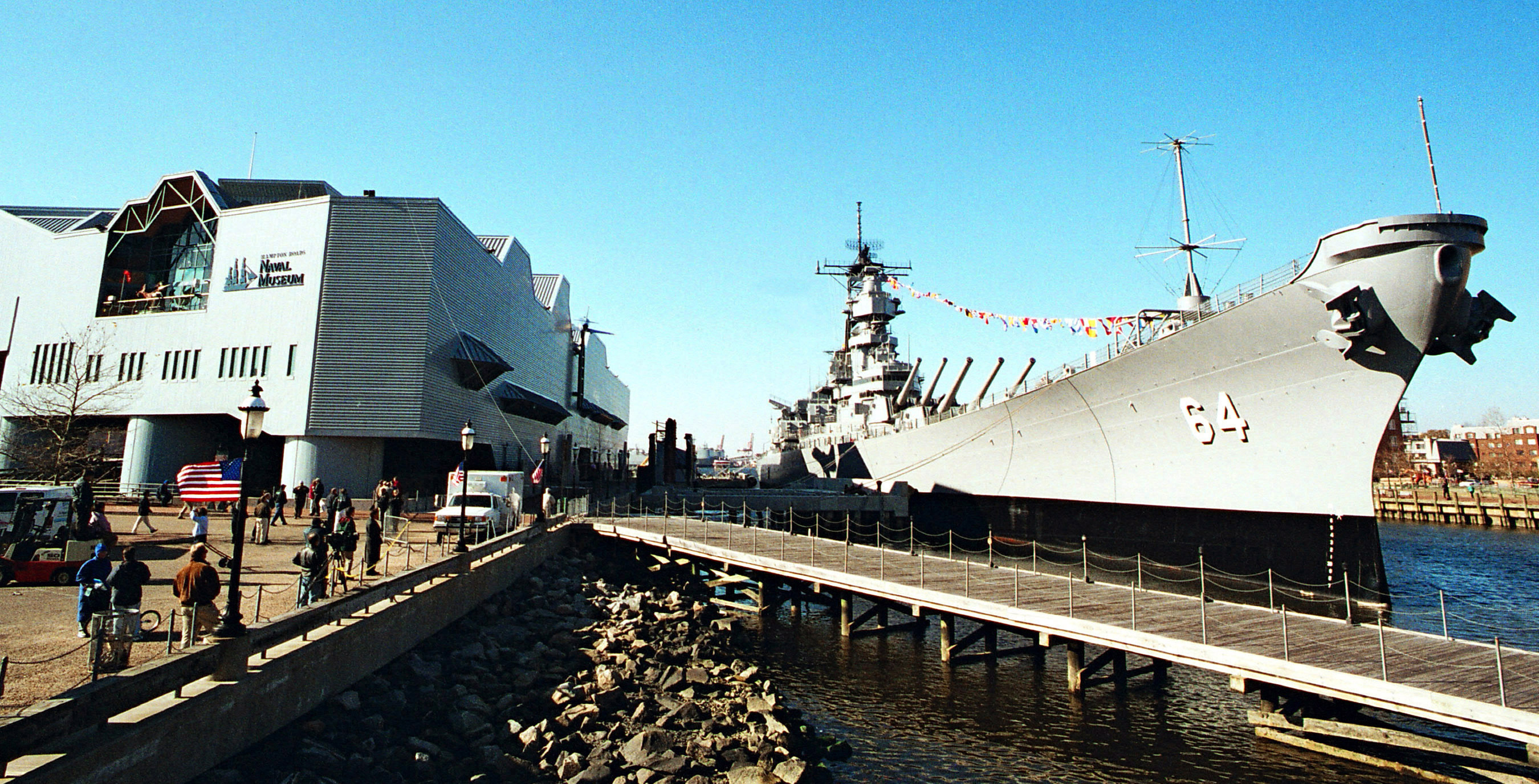
De Wisconsin kon in haar tijd bij de reservevloot tot 2006 bezichtigd worden

#### Reservevloot tot 2006
De als definitief bedoelde schrapping van de vier schepen uit het scheepsregister in 1995 was niet zonder controverse, aangezien vooral het United States Marine Corps vreesde dat bij toekomstige landingsoperaties niet genoeg onderdrukkingsvuur kon worden geleverd. Hiermee samenhangend werd eraan getwijfeld of de toekomstige generatie destroyers van de Zumwaltklasse dezelfde vuurkracht kon leveren; deze klasse is vanaf 15 oktober 2016 in de vaart gekomen. Aan de andere kant werd eraan getwijfeld of in de toekomst nog behoefte zou zijn aan grootse kustbeschietingen: niet alleen waren er nog maar weinig echte kustvestingen, maar amfibische operaties konden ook ondersteund worden met alternatieve middelen als kruisvluchtwapens.
In 1996 werd besloten twee schepen weer op te nemen in het scheepsregister, zoals beschreven werd in sectie 1011 van de National Defense Authorization Act 1996:
SEC. 1011. IOWA CLASS BATTLESHIPS.
(a) Return to Naval Vessel Register.--The Secretary of the Navy shall list on the Naval Vessel Register, and maintain on such register, at least two of the Iowa-class battleships that were stricken from the register in February 1995.
(b) Support.--The Secretary shall retain the existing logistical support necessary for support of at least two operational Iowa class battleships in active service, including technical manuals, repair and replacement parts, and ordnance.
(c) Selection of Ships.--The Secretary shall select for listing on the Naval Vessel Register under subsection (a) Iowa class battleships that are in good material condition and can provide adequate fire support for an amphibious assault.
(Nl.:
(a) Terugkeer in het marinescheepsregister.--De Minister voor Marine zal op zijn minst twee in februari 1995 uit het scheepsregister geschrapte slagschepen uit de Iowaklasse hierin heropnemen.
(b) Ondersteuning.--De Minister zal zorg dragen voor de logistieke ondersteuning voor op zijn minst twee operationele Iowaschepen in actieve dienst, inclusief technische handleidingen, reparatie en vervanging van onderdelen, en munitie.
(c) Selectie van de schepen.--De Minister zal voor opname in het scheepsregister, zoals bedoeld in sectie (a), slagschepen van de Iowaklasse uitzoeken die in goede materiële staat zijn en die adequate vuurondersteuning kunnen leveren bij een amfibische gevecht.)

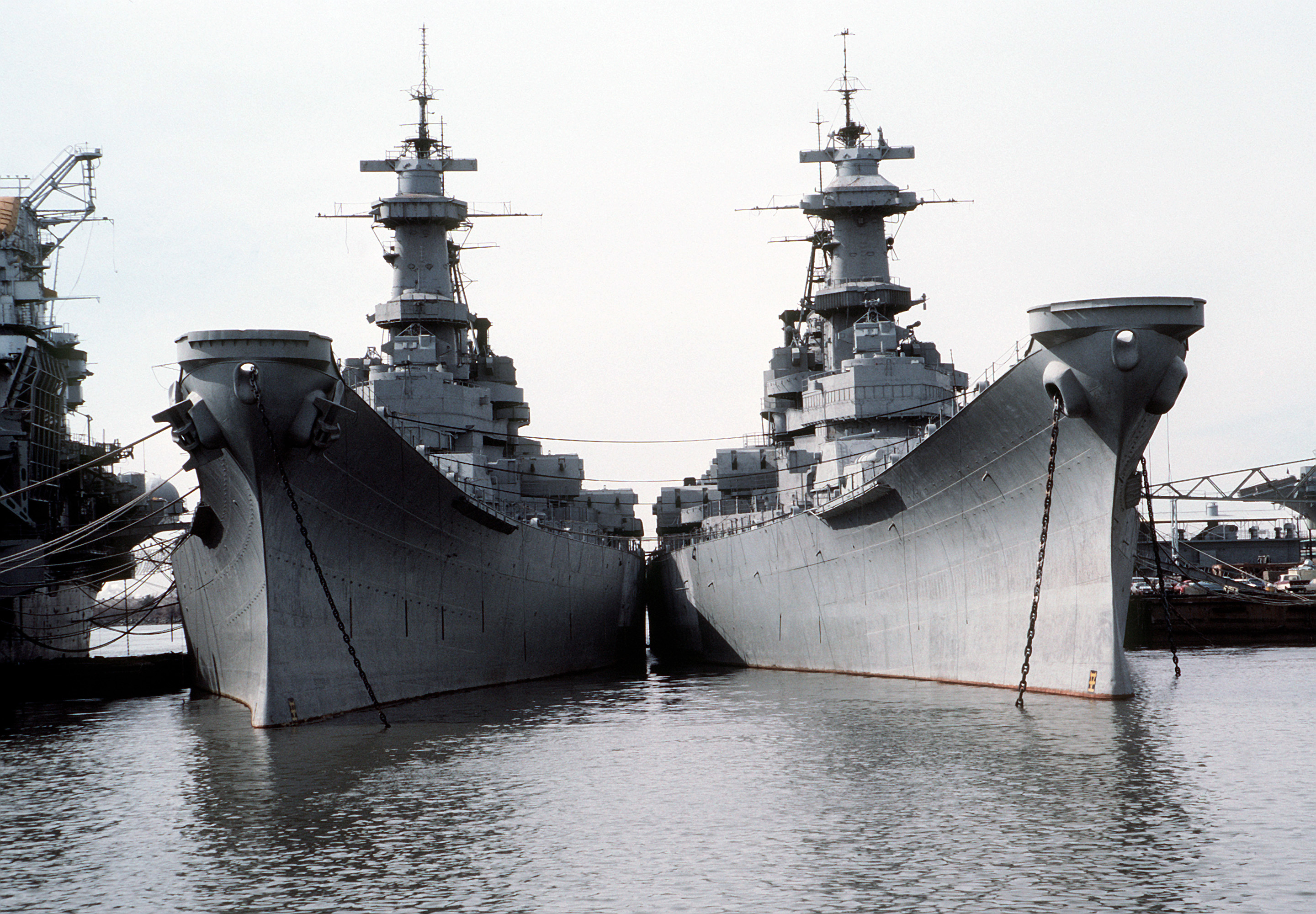
De uit dienst gestelde Iowa en Wisconsin in 1982

De National Defense Authorization Act zorgde ervoor dat de USS Iowa en USS Wisconsin weer werden opgenomen in de reservevloot. De kosten voor deze herindienststelling lagen rond de 250.000 dollar per jaar. Doordat beide schepen minder dan 20 jaar in actieve dienst hadden doorgebracht - ongeveer de helft van de voorgeschreven levensduur - stond de herindienststelling wat dat betreft niets in de weg. Bovendien bevonden zich in het arsenaal van de Navy nog 34 lopen voor de kanonnen en duizenden granaten. Het gebruik van Tomahawk-kruisvluchtwapens stelde wel een probleem doordat de huidige modellen van het kruisvluchtwapen niet meer compatibel waren met het geïnstalleerde lanceringssysteem.
Volgens een bericht van de U.S. Government Accountability Office uit november 2004 werden de kosten van de heringebruikname in 1999 geschat op 430 miljoen dollar voor beide schepen, plus 110 miljoen dollar voor de vernieuwing van het buskruit in de hoofdkanonnen en de opleiding van personeel. Hoewel de heringebruikname oorspronkelijk 14 maanden zou duren, was dit in 2004 opgelopen tot 20-40 maanden, doordat de scheepswerf kennisverlies had geleden en deze weer op peil moest brengen.
De schepen moesten in dienst blijven tot de Navy de vuurkracht en ondersteuning door andere schepen kon laten overnemen. Of dit het geval was ten tijde van de definitieve uitdienststelling in 2006, valt te betwisten.

#### Laatste uitdienststelling
Op 17 maart 2006 werden de Iowa en de Wisconsin (tot nu toe) definitief uit het scheepsregister geschrapt, om net als de New Jersey en Missouri als museumschip te eindigen. Wederom was er bezorgdheid van de politiek over de teloorgang van de vuurkracht die met de Iowaklasse gepaard ging. Daarom werd in de National Defense Authorization Act of 2007 opgenomen dat de Iowa en de Wisconsin in zodanige gereedheid moesten blijven, dat ze in geval van een "nationale noodtoestand" ingezet konden worden in oorlog. Hiervoor werd bovendien duidelijk geregeld dat het gebruik als museumschip geen ontmanteling tot gevolg mocht hebben en vervangingsonderdelen en projectielen opgeslagen moesten blijven.
Om het Congres tegemoet te komen wat betreft de maritieme vuurkracht, werd in 2007 besloten de Arleigh Burkeklasse uit te breiden met geavanceerdere munitie. Het duurde tot 2011 voordat dit werd uitgevoerd.
De Iowa ligt sinds juli 2012 in de haven van Los Angeles en is een openbaar museumschip. De New Jersey ligt in Camden, New Jersey, de Missouri in Pearl Harbor, Hawaï en de Wisconsin in Norfolk, Virginia; deze drie zijn eveneens toegankelijk.

## Fotovergelijking
Boven Wisconsin in 1944, onder New Jersey in 1985 met deels aangetreden bemanning. Duidelijk te zien zijn de verschillen tussen de schepen als gevolg van de hierboven beschreven modernisering in de jaren 80. Zoals het verschil in masten: in 1944 nog kleine masten bij beide schoorstenen (met voren de schotel van de SK-2-radar), terwijl in 1985 bij de voorste schoorsteen een grote stellage gebouwd is voor de radar van het type SPS-49. Tussen de schoorstenen bevond zich in 1944 nog luchtafweer, in 1985 was dit vervangen door de Armored Box Launcher voor Tomahawk-kruisvluchtwapens. Bewapening die tussen 1944 en 1985 verdwenen is, is onder meer de luchtafweer op toren 2 en 3 en machinegeweren en luchtafweer rondom het dekhuis en op het voor- en achterdek. Verder bevond zich op het achterdek in 1944 nog een vliegtuigkatapult en een kraan om in het water geraakte vliegtuigen te bergen, terwijl zich hier in 1985 een helikopterlandingsplaats bevond. Een klein detail is het kleine pennantnummer in 1944, dat in 1985 vervangen is door een duidelijk herkenbaar pennantnummer.

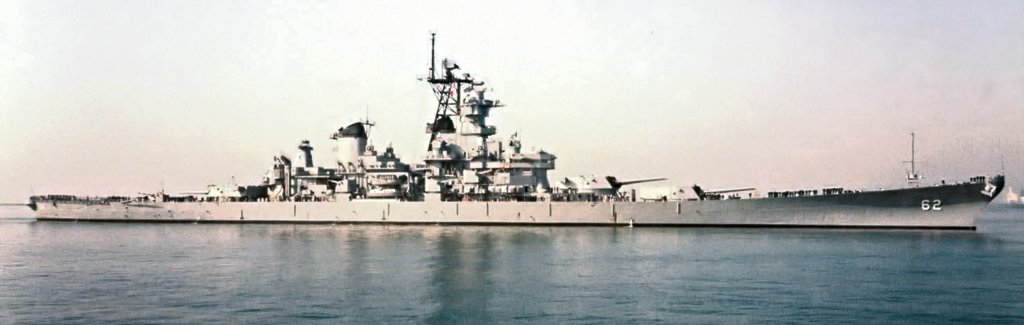
USS New Jersey in 1985

## Techniek

### Romp

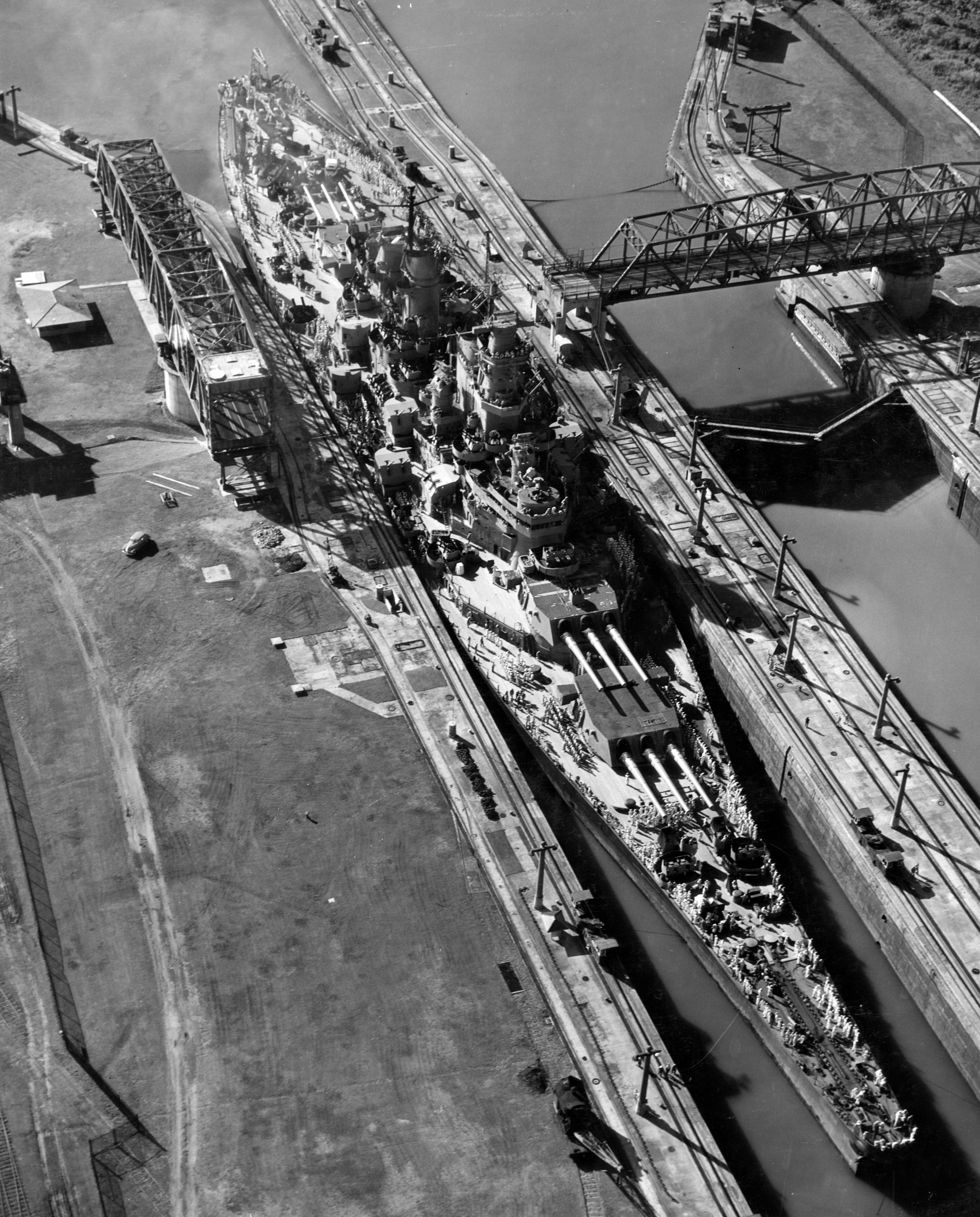
De Missouri in het Panamakanaal (1945)

#### Buitenkant
De romp van een schip uit de Iowaklasse is 270,43 meter lang, 32,92 meter breed en maximaal 11,58 meter diep. De waterverplaatsing bedraagt standaard 45.000 ton, maar 57.450 ton als deze vol beladen is. De afmetingen voldoen aan de Panamax-specificaties; de schepen hebben slechts 30 centimeter speling aan de zijkanten gedurende het schutten. De boeg steekt ongeveer 11 meter boven het water uit, het hek 6,7 meter. De schoorstenen liggen 29 meter boven de waterlinie, de hoogste mast 40 m. Karakteristiek voor de Iowaklasse is het lange voorschip met zijn bulbsteven en holle profiel, waardoor de grootste breedte van de romp bereikt wordt op ongeveer twee derde van de lengte.
Zoals vrijwel alle slagschepen zijn de schepen van de Iowaklasse zwaar bepantserd. De bepantsering is 307 mm dik en loopt van ongeveer de voorste tot de achterste geschuttoren. De bepantsering wordt dunner naarmate men dieper in het schip komt. Daarachter bevinden zich vier parallelle schotten tegen torpedo's. De geschuttorens en de commandocentrale in de brugtoren hebben elk 500 mm bepantsering, terwijl de zogenaamde barbette en het deel van de geschuttorens dat onder het dek ligt beschermd zijn door staalplaten van 295 tot 339 mm. De schepen hebben tevens twee bepantserde dekken, waarvan één over de volle lengte loopt. De totale bepantsering verhoogt de waterverplaatsing met meer dan 18.000 ton, meer dan een derde van het totaal.
De romp en het dekhuis bestaan uit staal, terwijl een groot deel van de dekken uit een dunnere laag staal bestaat die belegd is met 5000 m2 teakhout. Het voordeel van dit teakhout is dat het ook in natte toestand grip houdt, tegen zoutwater bestand is en bij het laden van buskruit niet brandgevaarlijk is. Voor camouflagedoeleinden was het dek lange tijd blauw of grijs geschilderd, maar omdat in de huidige tijd de kleur van schepen van deze grootte ondergeschikt is, zijn de planken nu in hun eigenlijke bruine kleur. Het helikopterplatform op het achterdek bestaat uit staalplaten zonder houten beplanking.

#### Indeling van de dekken

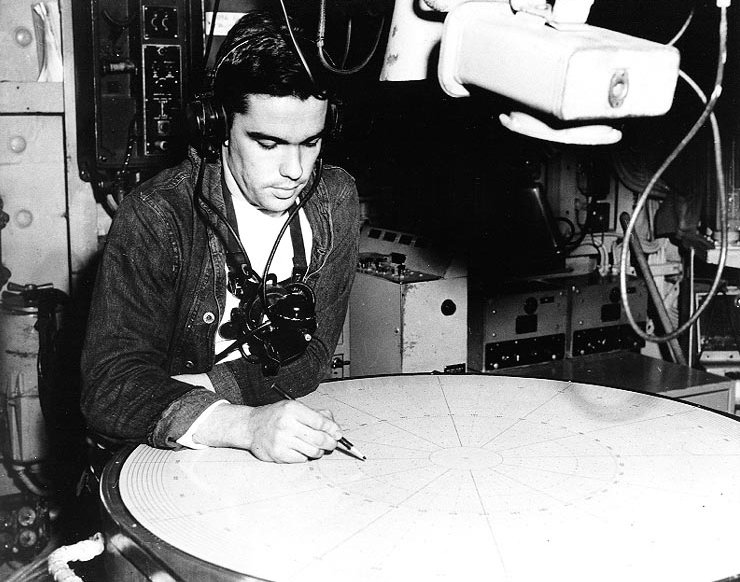
Het inplotten van vliegbewegingen rond de Wisconsin in 1953

Onder het hoofddek zijn dek 2 en 3 te vinden, die over de volle lengte gevuld zijn met slaap- en ontspanningsruimten voor de bemanning. Onder deze dekken bevinden zich de Platforms: vanaf de boeg tot de eerste geschuttoren bevinden zich hier opslagplaatsen, daarachter komen de liften van de drie geschuttorens naar de bijbehorende munitiebergplaatsen. Daarna komen de vier machinekamers, met schoorstenen door verschillende dekken. Daarachter bevindt zich geschuttoren 3, met daarachter nog enkele opslagplaatsen.
Op het hoofddek is het dekhuis van zes verdiepingen te vinden. Op de eerste twee bevinden zich onder andere de hut van de commandant en voor een eventuele commandant van het eskader dat het schip als vlaggenschip gebruikt. Meer naar boven bevinden zich, direct boven de tweede geschuttoren, de commandocentrale en de vuurleiding. Naast de mogelijkheid het schip van daaruit te besturen, bevinden zich daar ook de luchtbewaking en de radiocentrale. Er moet daar onder andere de baan van de afgeschoten projectielen bijgehouden worden, om zeker te kunnen zijn dat de baan niet kruist met die van een vliegtuig. Boven de commandocentrale bevindt zich, op een mast op ongeveer 20 meter boven het water, de brug.

### Aandrijving

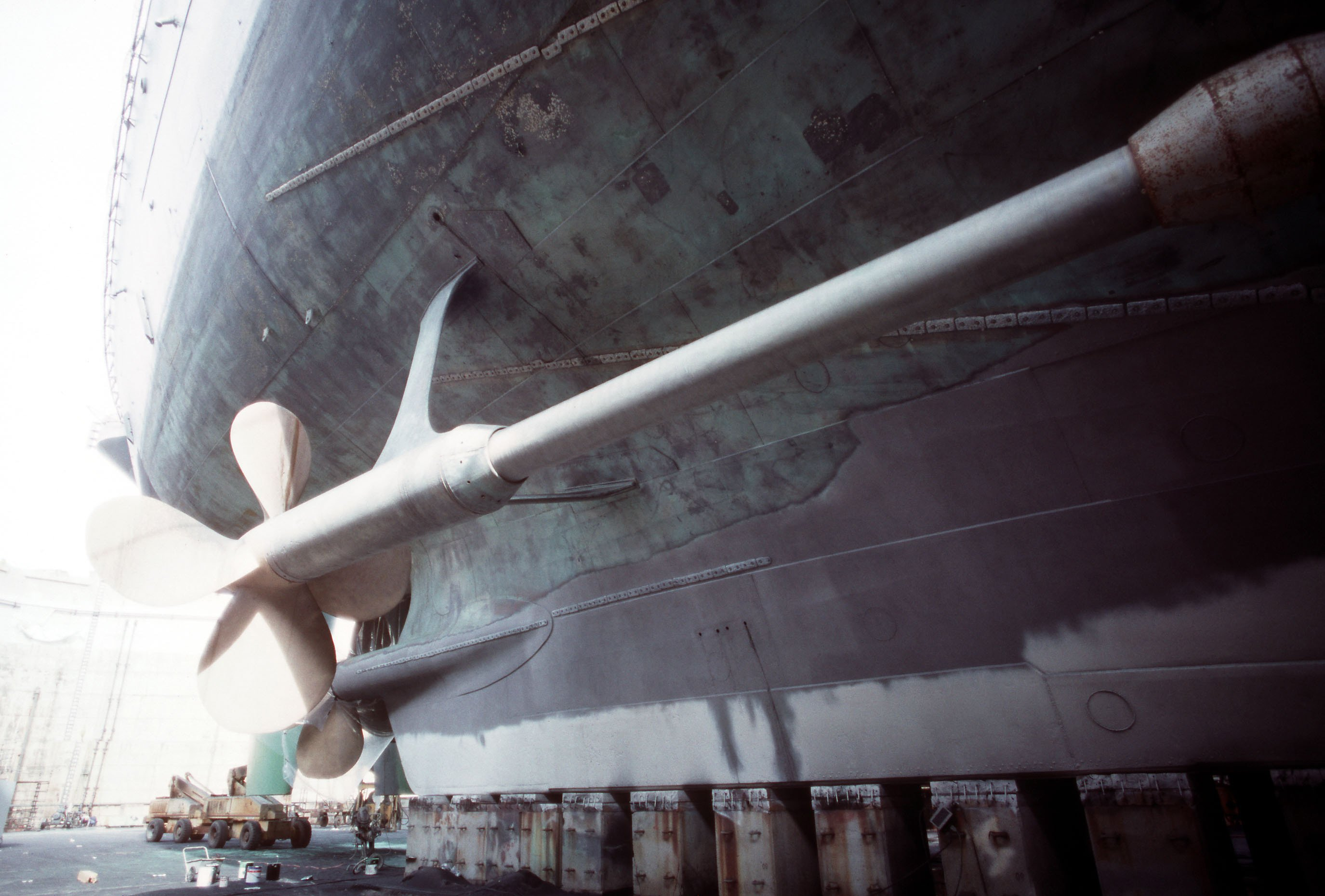
De beide stuurboordsschroeven van de Missouri

De Iowaklasse is met haar theoretische maximumsnelheid van 33 knopen de snelste in haar soort. De schepen worden voortgedreven door vier scheepsschroeven: twee vierbladige schroeven aan de buitenkant van de romp met een diameter van 5,5 meter en twee vijfbladige schroeven van 5,3 meter. Het geleverde vermogen ligt voorwaarts op 156 MW en achteruit op 32 MW. Een schip kon ongeveer 8.800 ton dieselolie meenemen en hier bij 15 knopen 15.000 zeemijlen mee varen. Bij 30 knopen is deze afstand teruggelopen tot 5000 zeemijl.
De schroeven worden elk voorzien van een eigen aandrijving, waarbij water in twee M-Type-ketels wordt verwarmd tot 260 °C bij een druk van 45 bar. De hierbij vrijgekomen stoom drijft een hogedrukstoomturbine van General Electric aan, die daardoor een snelheid tot 5000 rpm krijgt. Hierna wordt de stoom, die dan nog op een druk van 3 bar staat, in een lagedrukstoomturbine geleid, waar de druk wordt teruggebracht tot dat van het condensatiepunt (onder 1 bar, maar afhankelijk van de zeewatertemperatuur). Het turbinetoerental wordt gereduceerd tot onder de 250 rpm, waardoor de schroef efficiënter werkt. De stoom wordt in een condensor gecondenseerd en teruggeleid naar de stoomketel. Omdat water verloren gaat in dit proces, moeten de koudwatermakers aan boord tot 225 ton water per dag aanmaken om de vier aandrijflijnen van voldoende water te voorzien.

### Bewapening
De bewapening van de schepen van de Iowaklasse bestond in eerste instantie enkel uit kanonnen tegen land- en luchtdoelen, maar dit werd later aangevuld met geleide wapens.

#### Geschut

##### 406 mm-geschuttoren

Doorsnede van een geschuttoren van 406 mm

De hoofdbewapening van de Iowaklasse bestaat uit drie geschuttorens met elk drie lopen van 20,3 m lang voor granaten van 406 mm kaliber. Twee van de drie geschuttorens bevinden zich voor het dekhuis en één er direct achter, waardoor ze elk maar 300° kunnen draaien. De torens zijn alleen met lagers in het barbette aan de romp verbonden, zodat ze afbreken als het schip zou kapseizen. Elke toren is 1700 ton zwaar en had 77 man nodig om hem te bedienen.
Ieder loop kan individueel afgevuurd worden en moet daarna herladen worden, waarbij deze 5° omhoog gezet moet worden. Om te kunnen schieten moet de elevatie tussen -5° en +45° bedragen, iets waar hij met 12° per seconde naartoe kan bewegen. In het horizontale vlak hebben de kanonnen een vrijheid van 300°. De voorste toren kan niet recht naar voren schieten, aangezien daar sinds 1980 een antenne staat. Ook voorheen veroorzaakten de schokken schade aan het voordek, net als de achterste toren veroorzaakt aan het achterdek. De bewegingssnelheid is 4° per seconde en elke loop kan twee schoten per minuut afvuren.

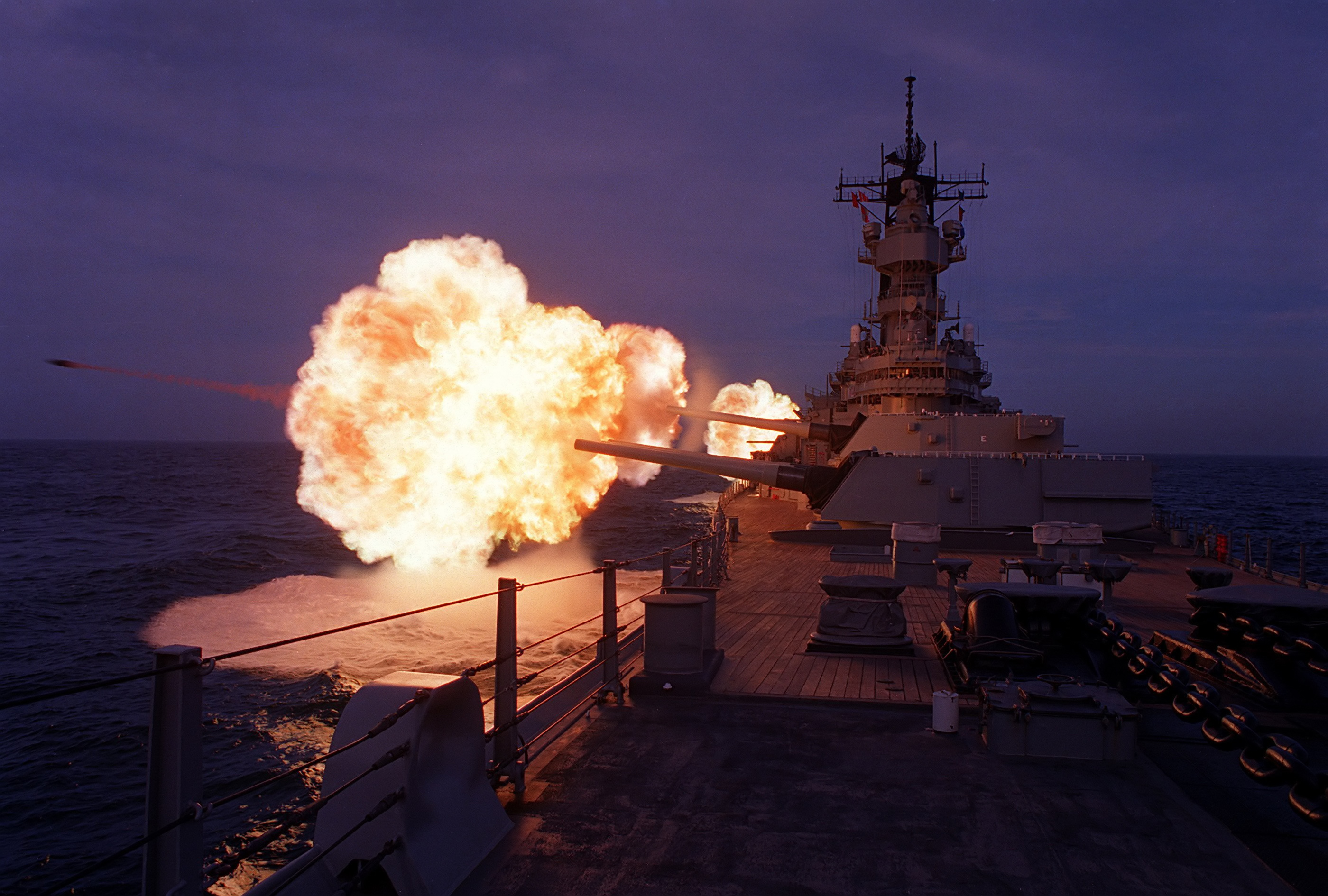
De Missouri schiet een salvo met zijn geschuttoren van 406 mm.

Er kunnen meerdere soorten granaten worden afgevuurd, tot een maximum van 1220 stuks. Tegen gepantserde doelen (zoals schepen) kan de Mk. 8 AP (Armor-Piercing - pantserdoorborend) worden ingezet, die een bereik heeft van 20,8 zeemijl en 1225 kg weegt. Deze munitie kan op een afstand van 18 km 500 mm van gepantserd staal doorboren, of 6,2 meter van gewapend beton. Tevens kunnen Mk. 13 HC-projectielen (High Capacity) van 862 kg worden ingezet tegen niet-gepantserde doelen en voor kustbeschietingen, waarbij kraters van 15 meter breed en 6 meter diep kunnen worden veroorzaakt en in een omtrek van 360 meter de bomen door de drukgolf ontbladerd worden. Ten slotte zouden Mk. 23 Katie-projectielen ingezet kunnen worden die voorzien zijn van een nucleaire lading van 15 tot 20 kiloton TNT-equivalent. Deze Katie's werden ontwikkeld voor de beste slagschepen, wat in die tijd de Iowaklasse was. Of er ooit nucleaire koppen aan boord van de schepen zijn geweest is niet duidelijk, de US Navy doet hier geen uitspraken over.

##### kanonnen van 127 mm

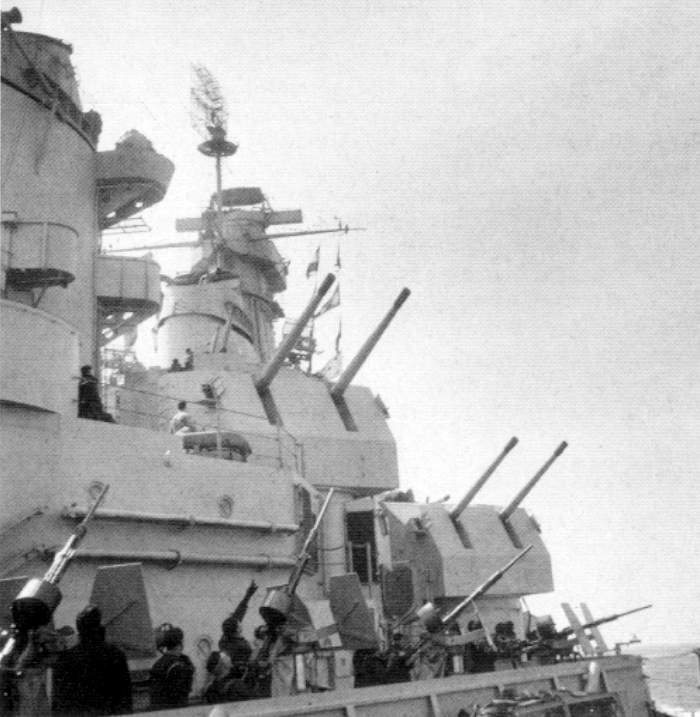
Twee dubbelloops kanonnen van 127 mm en meerdere machinegeweren van 20 mm aan boord van USS Iowa in 1954

Als secundair wapen beschikt elk schip over tien dubbelloops 127 mm-kanonnen (kaliber 38) van het type Mk. 28, die aan beide zijden van het dekhuis staan. Sinds de modernisering staan er nog maar drie per zijde.
In de Tweede Wereldoorlog waren deze kanonnen enkel als luchtverdediging bedoeld, maar door doorontwikkelingen konden ze in de Golfoorlog ook bij kustbeschietingen worden gebruikt. De 25 kg wegende granaten kunnen 17 km schieten bij een vuursnelheid van 15 schoten per minuut.

##### 40 mm-luchtafweer
Bij indienststelling bezat elk schip 20 40 mm-luchtafweerkanonnen van het merk Bofors, die zich aan de zijkanten van het dekhuis, de boeg, het hek en boven op de tweede en derde geschuttorens bevonden. Bij de modernisering van de schepen werden deze kanonnen verwijderd omdat ze tegen modernere straalvliegtuigen nutteloos waren geworden.

##### 20 mm-snelvuurkanonnen
Langs het dekhuis en op het hek en de boeg bevonden zich samen 49 20 mm-snelvuurkanonnen van Oerlikon Contraves, bedoeld als luchtverdediging. Nadat ze tegen kamikazevliegtuigen niet effectief genoeg bleken, zijn ze in 1950 grotendeels van boord gehaald. De restanten zijn in het begin van de jaren 80 verwijderd.

##### Phalanx

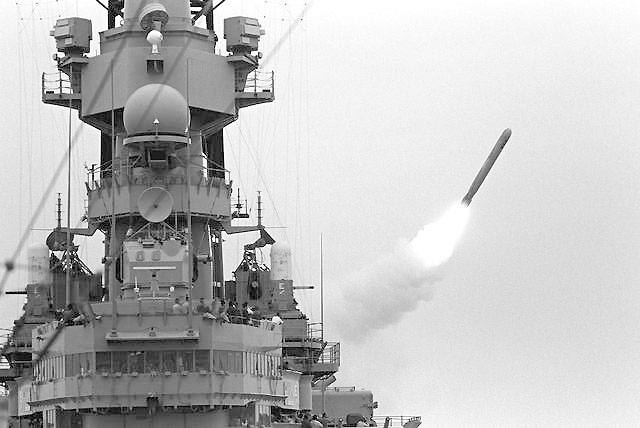
De Missouri lanceert een BGM-109 Tomahawk.

Sinds de modernisering beschikken de Iowaschepen ieder over vier Phalanx-close-in weapon systems. Deze gatling guns kunnen aankomende vijandige luchtdoelen met hun lopen van 20 mm in doorsnede op het laatste moment uit de lucht schieten. Om dit te bereiken hebben ze een vuursnelheid van 3000 schoten per minuut en hebben ze een bereik van 1,5 km.

#### Geleide wapens
Sinds de modernisering beschikt de Iowaklasse over verschillende geleide wapens. Midscheeps, tussen de beide schoorstenen, bevinden zich vier platforms voor ieder vier Tomahawk-kruisvluchtwapens tegen land- en zeedoelen op maximaal 2500 km, afhankelijk van de gekozen configuratie. Tevens bevinden zich daar vier inrichtingen voor ieder vier Harpoon-antischeepsraketten, die doelen tot een afstand van 130 km aankunnen. Ook op het achterdek bevinden zich vier lanceerinrichtingen voor vier Tomahawks. De Tomahawks kunnen indien gewenst van een nucleaire kop voorzien worden.
Het nadeel van deze raketten is dat ze niet op zee bijgevuld kunnen worden, waarmee de totale raketvoorraad van een schip uit maximaal 32 Tomahawks en 16 Harpoons bestaat.

### Elektronica

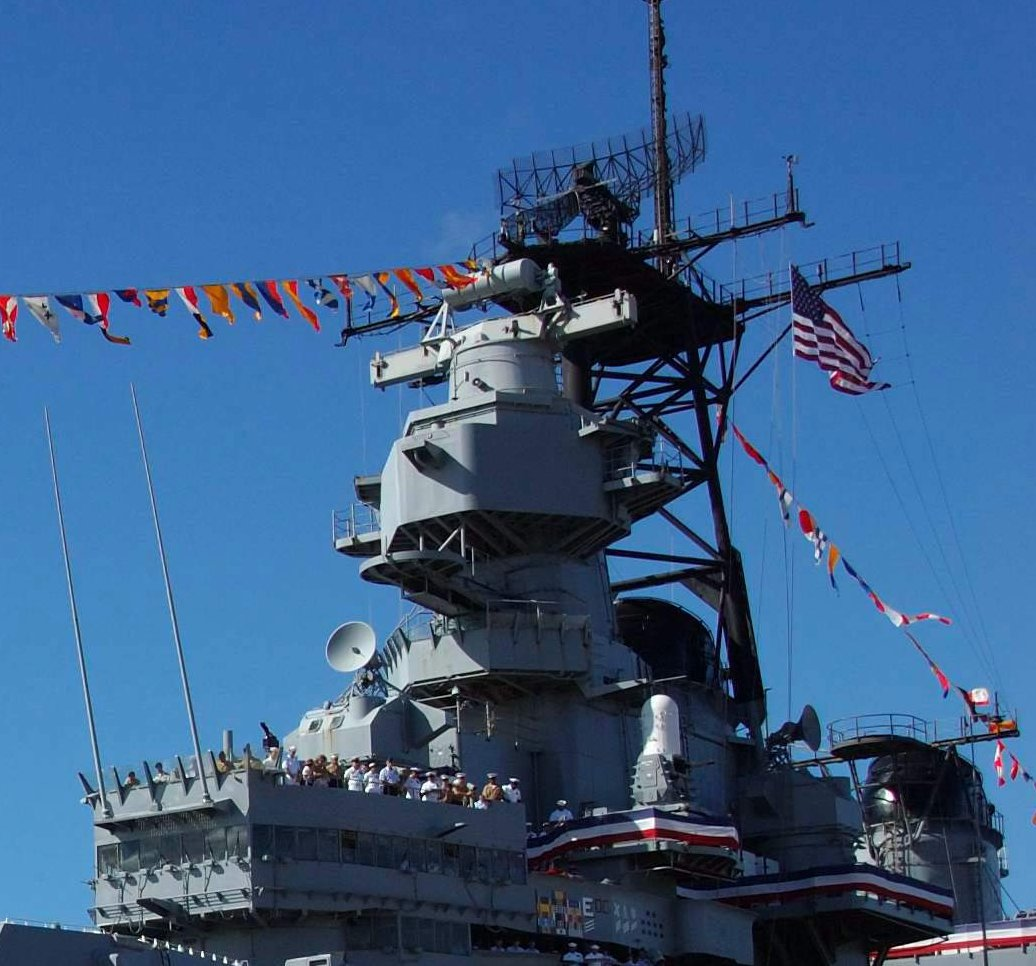
Zwarte antenne op de mast: SPS-49. De grijze apparatuur ervoor: Mk.-38-vuurleiding. De radarantenne op de brug en rechts horen bij de Mk.-37-vuurleiding. Op het lege platform daarboven bevond zich de SPQ-49. Ook leeg: het platform voor dronecommunicatie achter de schoorsteen.

#### Radars en vuurleidingsystemen
In de Tweede Wereldoorlog bevond zich op de hoofdmast een radar van het type SK, en later ook SK-2 en SC-2. Deze zoekradars hadden een bereik tot 120 zeemijl tegen hoogvliegende vliegtuigen. Vanaf de Koreaoorlog werd voor luchtbewaking een SPS-6 van Westinghouse Electric Company ingezet met een reikwijdte van 140 zeemijl. Voor de hoogtebepaling van luchtdoelen werd een SPS-8a ingezet. Als navigatieradar diende vanaf het begin van de Koreaoorlog de SPS-10 van Raytheon.
Naarmate de vliegtuigen steeds geavanceerder werden, moesten modernere radars geïnstalleerd worden. Daarvoor werd een AN/SPS-49 van Raytheon op een mast op de voorste schoorsteen gebouwd, die een reikwijdte had van ongeveer 250 zeemijl en met een piekvermogen van 360 kW op de D-band uitzond. Direct achter de antenne bevindt zich het URN-25 TACAN-systeem, het hoogste punt van het schip. Als oppervlaktezoekradar werd de AN/SPS-67 gebruikt, die tot 28 kW in de G-band uitzendt en daarmee een bereik heeft van 100 km.
Direct voor de voormast bevindt zich de kogelvormige AN/SPQ-9A van Northrop Grumman, een radar met een bereik van 20 zeemijl op de I-band. Samen met de vier vuurleidingsradars Mk. 37, die zich rondom het dekhuis bevinden, verzorgt deze de beeldopbouw voor de 127 mm-torens. De vuurleiding voor de 406 mm-torens is in handen van twee Mk. 38-systemen. Eveneens kogelvormig is de radar die contact houdt met de gelanceerde drones.

#### Zelfverdedigingssystemen
Ook na de modernisering bleven de schepen tal van zelfverdedigingsmechanismen houden. Een SLQ-32(V)3 is aanwezig voor elektronische oorlogvoering en kan vijandige radarsignalen onderscheppen, storen of misleiden. Acht Mk 36 SRBOC-opstellingen kunnen chaffs en flares afschieten om vijandige projectielen tot 2,2 zeemijl te misleiden. Tegen onderzeebootdreiging kan een AN/SLQ-25 Nixie worden uitgerold, die door het imiteren van een scheepsschroef torpedo's probeert te misleiden.

#### Energievoorziening
De elektrische energie voor alle systemen kan met behulp van acht zogenaamde Ship's Service Turbine Generators van Westinghouse Electric Company worden opgewekt. Deze generatoren werken ook op de stoom van de voortstuwingsmachines en leveren elk een vermogen van 1,25 MW, waardoor de totale voorziening 10 MW kan leveren. Als reserve heeft elk schip twee dieselgeneratoren van elk 250 kW aan boord.
Om eventuele oorlogsschade te kunnen opvangen, kunnen de stroomcircuits worden omgeleid en overbrugd met het Casualty Power System.

### Luchtvaartuigen

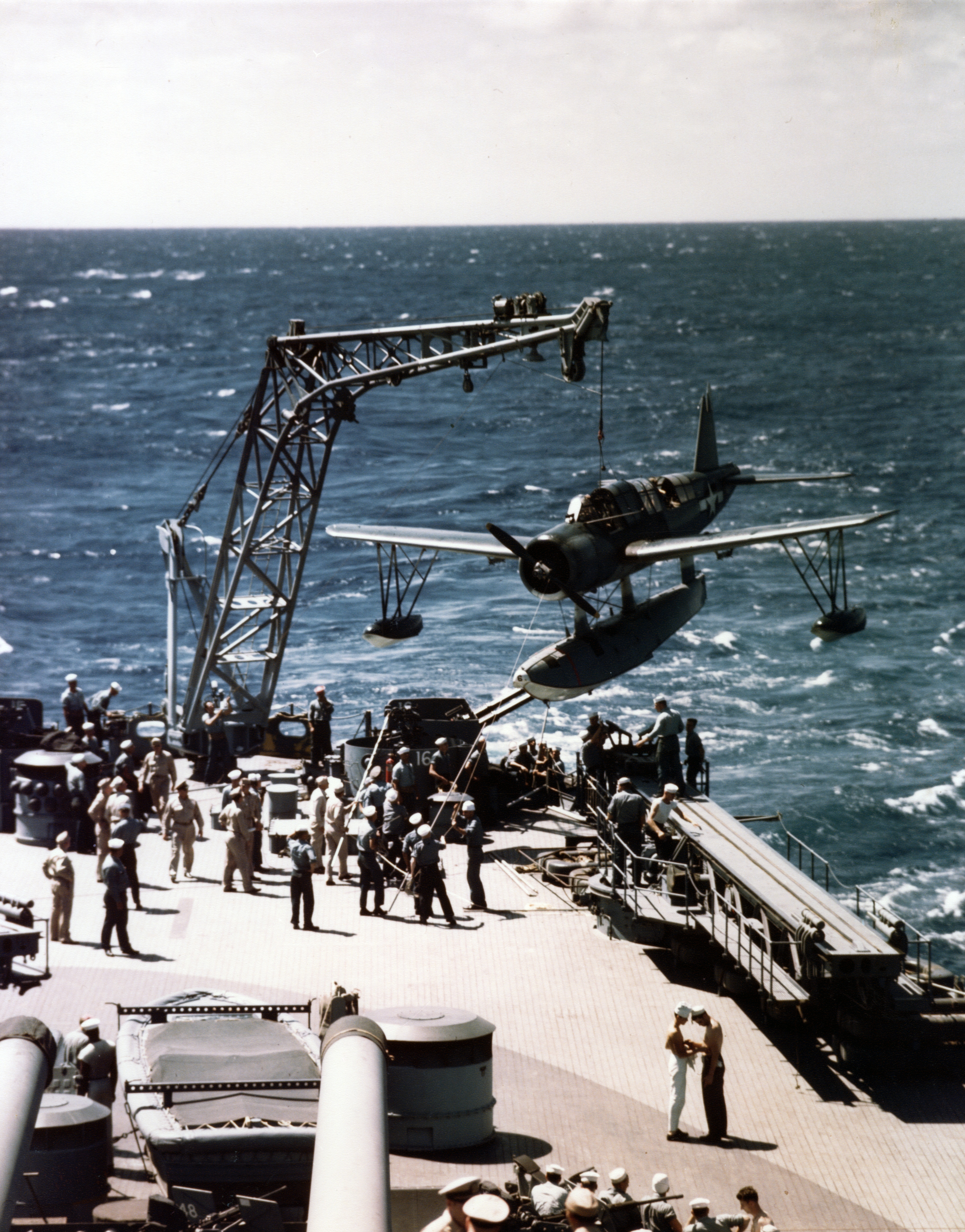
Een OS2U Kingfisher wordt aan boord gehesen

Vanaf de bouw is rekening gehouden met de interactie tussen de Iowaklasse en vliegende onderdelen. In eerste instantie dienden de vliegtuigen of helikopters als doelaanwijzing voor het aan boord aanwezige geschut, maar later gingen ze ook als zelfstandige wapens opereren.

#### Vliegtuigen
Voor doelherkenning en -aanwijzing voor het hoofdgeschut van haar torpedobootjagers en kruisers (en in mindere mate voor SAR-taken) zette de US Navy traditioneel watervliegtuigen in. Zo ook op de Iowaklasse; de vliegtuigen werden gelanceerd met twee katapulten op het achterdek. In het begin werden hiermee vliegtuigen van het type Vought OS2U Kingfisher gebruikt, vanaf 1945 Curtiss SC Seahawks. De vliegtuigen werden gelanceerd in een richting die niet helemaal gelijk was aan de scheepsrichting, om zo een grotere luchtstroom onder de vleugels te creëren. Na een missie landden de vliegers hun toestel in de buurt van het schip op het water en werden dan met een speciale kraan aan boord getild. Doordat de oceaan normaal gesproken te wild is om er op te kunnen landen, moest het schip preventief een halve cirkel varen om zo een gedeelte te vrijwaren van hoge golven.
De vliegtuigen zelf waren onbewapend. Normaal gezien hing er een vliegtuig in de beide katapulten en stond er een reserve op het dek.

#### Helikopters
In 1949 werd voor het eerst een helikopter ingezet als doelaanwijzing voor het geschut, waarmee de gevaarlijke waterlanding van de vliegtuigen voorkomen kon worden. Omdat zich op het achterdek een kanon en de katapulten voor de vliegtuigen bevonden, stegen de eerste Bell 47-helikopters op vanaf de eerste geschuttoren. Vanaf de inzet van de New Jersey in Vietnam en, algemeen, de wederindienststelling van alle schepen in de jaren 80, was er ook een helikopterdek op het achterdek aangelegd. Een hangar was er echter niet. Vanaf de jaren 80 vlogen vier types helikopters op de schepen (Kamen H-2, H-3 Sea King, Boeing-Vertol CH-46 en UH-60 Black Hawk), die buiten doelaanwijzing ook werden ingezet voor bevoorradings- en anti-onderzeeboottaken.

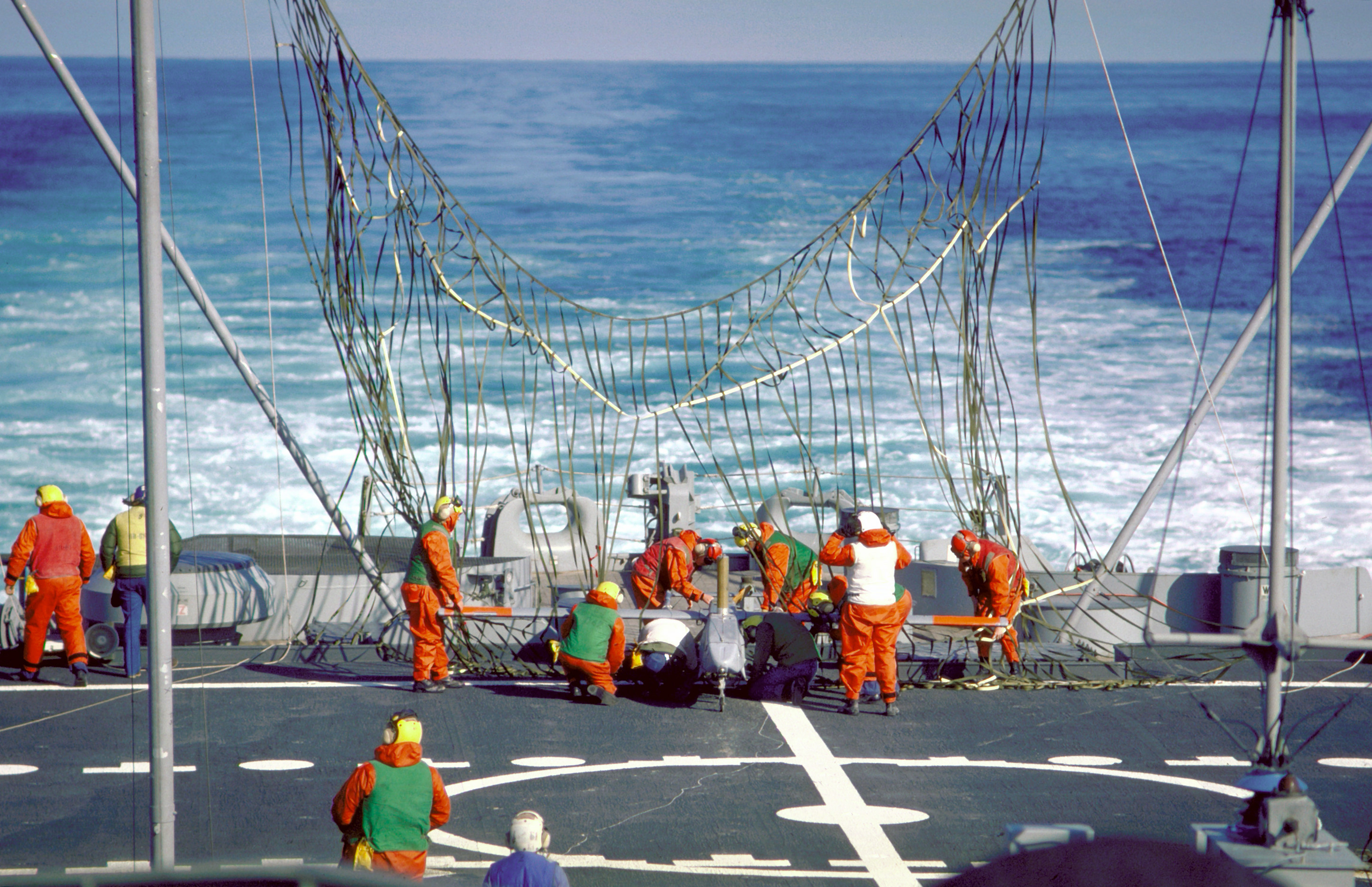
Opvangen van een drone

#### Drones
Vanaf begin jaren 90 was het mogelijk om vanaf het achterdek van de schepen de onbemande RQ-2 Pioneer te laten opstijgen. De drones konden vanaf het schip meerdere uren in de gaten worden gehouden middels een live-verbinding en worden bediend. Doordat een landing op het kleine dek van de Iowaklasse niet mogelijk was, werd een net op het achterdek gespannen waar de drones met lage snelheid invlogen. In de Perzische Golf werden tijdens de Golfoorlog acht drones ingezet, waarbij een drone van de Missouri op een bepaald moment een overgave van Iraakse troepen registreerde.

## Bemanning

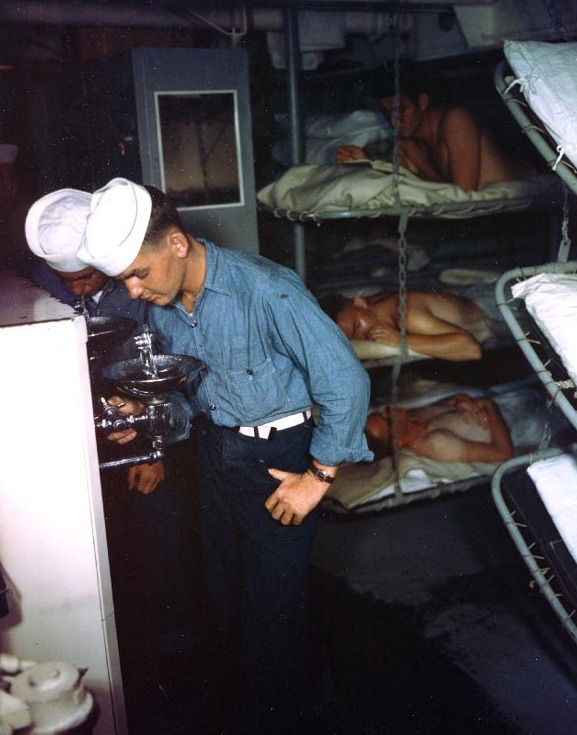
Twee matrozen drinken uit een drinkfonteintje op de Missouri.

Een schip van de Iowaklasse had in het begin van zijn carrière ongeveer 2800 bemanningsleden, waarvan 134 officieren en een detachement van de US Marines. Na de moderniseringen kon dit aantal tot 1500 worden teruggebracht, doordat de arbeidsintensieve luchtverdedigingswapens van boord gehaald waren. Ieder bemanningslid had zijn eigen kooi, waarmee een einde kwam aan het zogenaamde hot bunking, waarbij deze afwisselend gebruikt werd door verschillende personen van verschillende ploegen. De manschapsverblijven bevinden zich over het algemeen over de volledige lengte van het tweede en derde dek.
Aan boord bevond zich alles wat een bemanning voor een lange tocht nodig had: artsen met verschillende specialisaties, een kapper, een wasserij en verschillende scheepswinkeltjes. Voor de innerlijke mens was er een kombuis met eigen bakkerij, van waaruit het eten werd verdeeld over manschappen- en officierenkantines. De bemanning kon bij maaltijden kiezen tussen de Fast-Food-Line, waar hamburgers, patat en hotdogs geserveerd werden, en de The-Truman-Line met groenten, aardappelen en stoofschotels.
Elk schip had drie koudwatermakers, die samen 225.000 liter drinkwater per dag konden leveren. Het grootste gedeelte hiervan werd gebruikt in de stoomturbines, maar het werd ook gebruikt voor onder andere het koken, wassen en douchen. De toiletten werden met zoutwater doorgespoeld, met uitzondering van het toilet in de Brig, de scheepsgevangenis, om te voorkomen dat gevangenen bewust zoutwater zouden drinken om daardoor opgenomen te moeten worden in de Sick Bay (ziekenboeg).

## Inzet
Zoals hierboven gesteld, deden de schepen van de Iowaklasse ieder tussen de 13 en 21 jaar dienst in de Amerikaanse marine in een tijdsbestek van meer dan 50 jaar. Daarin veranderde het missieprofiel van tijd tot tijd, maar power projection loopt als rode draad door de verschillende carrières. Gedurende de inzetten is een enkele keer iets mis gegaan, waarbij enkele tientallen zeelieden het leven lieten.

### Missieprofiel

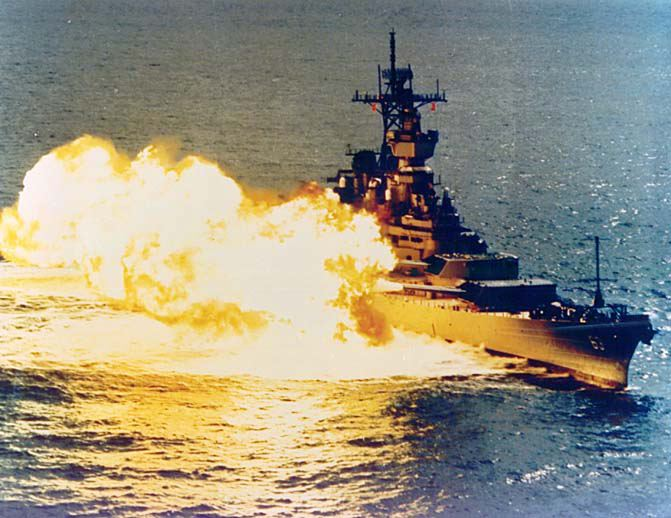
Missouri geeft een volle laag

De schepen uit de Iowaklasse waren snel genoeg om de vliegdekschepen te escorteren, iets waar ze dan ook vaak voor zijn ingezet, om in het uiterste geval vijandige slagschepen zo lang op te houden, dat de vliegdekschepen uit de strijd konden ontsnappen. Tot zo'n strijd is het echter nooit gekomen doordat zowel de Japanse Yamato als de Musashi bij de indienststelling van de Iowaschepen al zo verzwakt waren, dat ze zonken voor ze de strijd met de Iowaklasse konden aangaan. In plaats van een zeeslag werden de schepen van de Iowaklasse dan maar ingezet in de voorbereiding van een amfibische landing in de Japanse archipel. Ze beschoten niet alleen de stranden tot deze bestormbaar waren geworden, maar ze beschoten met hun 406 mm-geschut ook militaire inrichtingen en industriegebieden op het Japanse hoofdeiland. Doordat de Iowaklasse ook over goede luchtverdedigingswapens beschikte, werd ze ook veelvuldig ingezet als bescherming tegen bommenwerpers en, later, kamikazeacties tegen vliegdekschepen. Deze beide rollen (luchtverdediging en mobiele artillerie) vervulden de schepen ook in de Koreaoorlog.
Gedurende de korte inzet van de New Jersey in de Vietnamoorlog diende het schip enkel nog voor landbeschietingen, doordat overwegend gebruikte straalvliegtuigen te snel waren voor de luchtafweer van het schip. Desondanks bleef het schip 120 dagen actief in het gebied, waar het 6200 granaten met het hoofdgeschut afschoot. In de laatste inzet van de schepen (de Golfoorlog) verschoof het missieprofiel en dienden daardoor hoofdzakelijk als lanceerplatform voor geleide wapens; in totaal lanceerden de Missouri en Wisconsin respectievelijk 28 en 24 Tomahawks. Van het hoofdgeschut aan boord werd relatief minder gebruikgemaakt, doordat de schepen slecht in staat waren de veelvuldig door Irak ingezette zeemijnen te detecteren en hierdoor niet dicht genoeg bij de kust konden komen. Desondanks vuurden ze ieder respectievelijk 759 en 319 granaten van 406 mm af op Iraakse kustdoelen.

### Ongevallen en oorlogsschade

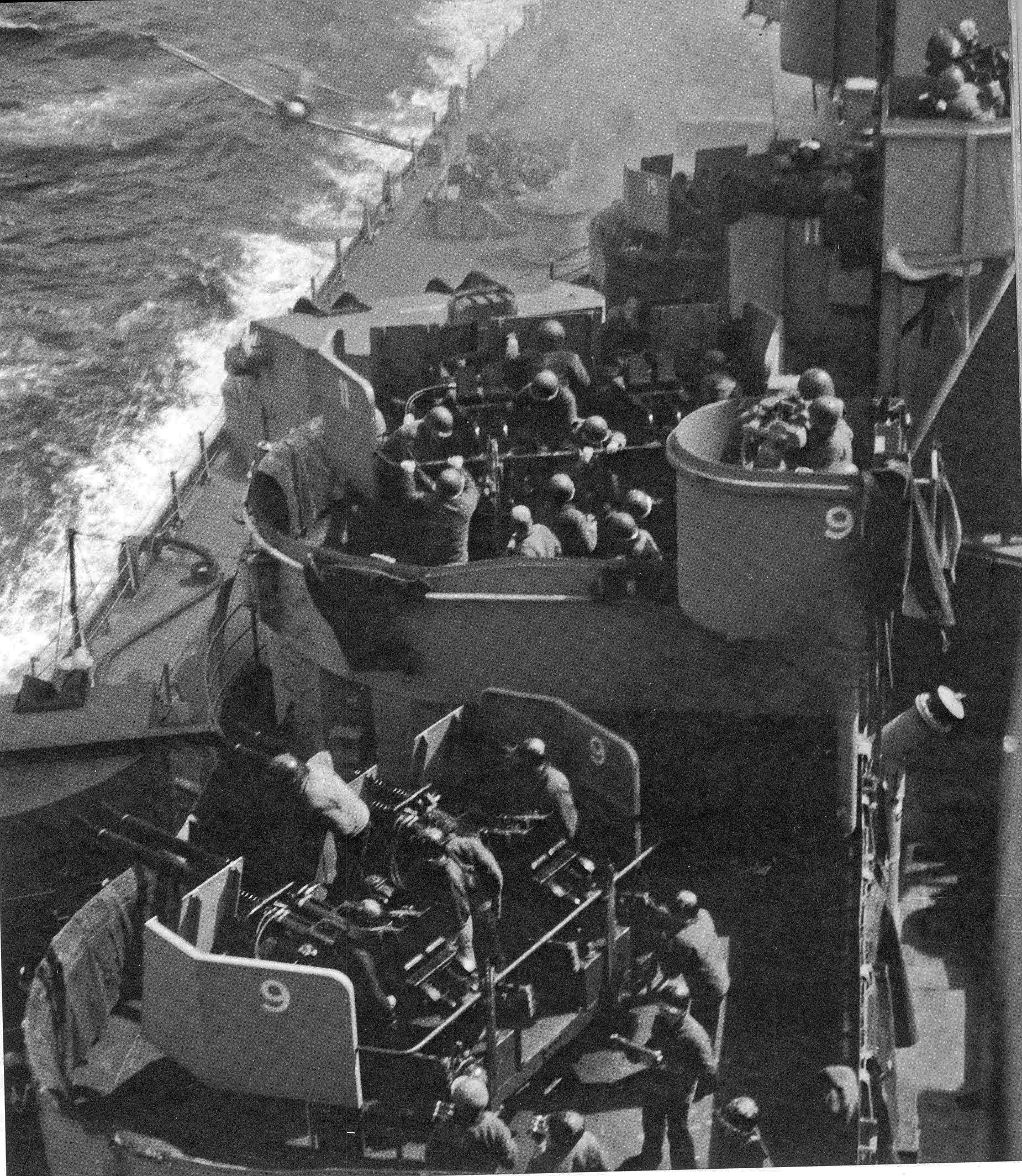
Enkele seconden voordat een Mitsubishi A6M Zero een kamikazeactie op de Missouri uitvoerde.

Van de vier in dienst gestelde schepen leed enkel de Missouri ooit oorlogsschade toen twee kamikazevliegtuigen het schip op 11 april 1945 aanvielen. Het eerste vliegtuig raakte het schip in de buurt van de achterste geschuttoren, waarbij delen van het vliegtuig en het lichaam van de piloot op het dek neerkwamen, terwijl de springstof in het vliegtuig niet explodeerde en in zee terechtkwam. De ontstane brand kon binnen enkele minuten geblust worden en aan Amerikaanse zijde vielen geen slachtoffers. Bij de tweede aanval miste het vliegtuig het schip, doordat het met een vleugel de kraan raakte die bedoeld was om gelanceerde vliegtuigen uit het water te halen. Hierdoor belandde het vliegtuig in het kielzog, waar het explodeerde. Scherven van de explosie verwondden enkele bemanningsleden op het achterdek.
In de jaren 50 liep de Missouri eenmaal en de Wisconsin driemaal voor de Amerikaanse westkust aan de grond. De Missouri liep in de buurt van Hampton Roads, Virginia aan de grond, waar het twee weken later door sleepboten werd losgetrokken en richting een droogdok werd gesleept, waar het enkele dagen in reparatie moest. De Wisconsin raakte bij geen van de strandingen beschadigd, maar liep erge schade op door een botsing met de USS Eaton (een destroyer van de Fletcherklasse) in 1956, waardoor het 16 dagen in reparatie moest in de Norfolk Naval Shipyard. Hier werd de complete boeg van 20 meter vervangen door die van het niet afgemaakte zesde schip van de Iowaklasse, de Kentucky.
Het grootste ongeval aan boord van een schip van de Iowaklasse gebeurde in 1989 aan boord van de USS Iowa, waar bij een explosie in de tweede geschuttoren 47 zeelieden omkwamen. De oorzaak is onduidelijk; oorspronkelijk werd uitgegaan van een zelfmoordactie van een matroos, maar tegenwoordig wordt aangenomen dat elektrostatische energie buskruit tot ontbranding heeft gebracht. Omdat het schip korte tijd later uit dienst genomen zou worden, werd de schade niet gerepareerd.
In de Golfoorlog werd de Missouri beschadigd door eigen vuur, nadat het chaff had afgeschoten om een Iraakse P-15 Termit te misleiden die op het eskader afkwam. De Phalanx van de USS Jarrett reageerde hier automatisch op en opende het vuur, waardoor enkele schoten de Missouri raakten, maar niemand verwondden.